# Burgessia
Genre
Burgessia est un genre éteint d'arthropodes des schistes de Burgess au Canada, datés du Cambrien moyen, il y a environ 505 Ma (millions d'années).

## Description

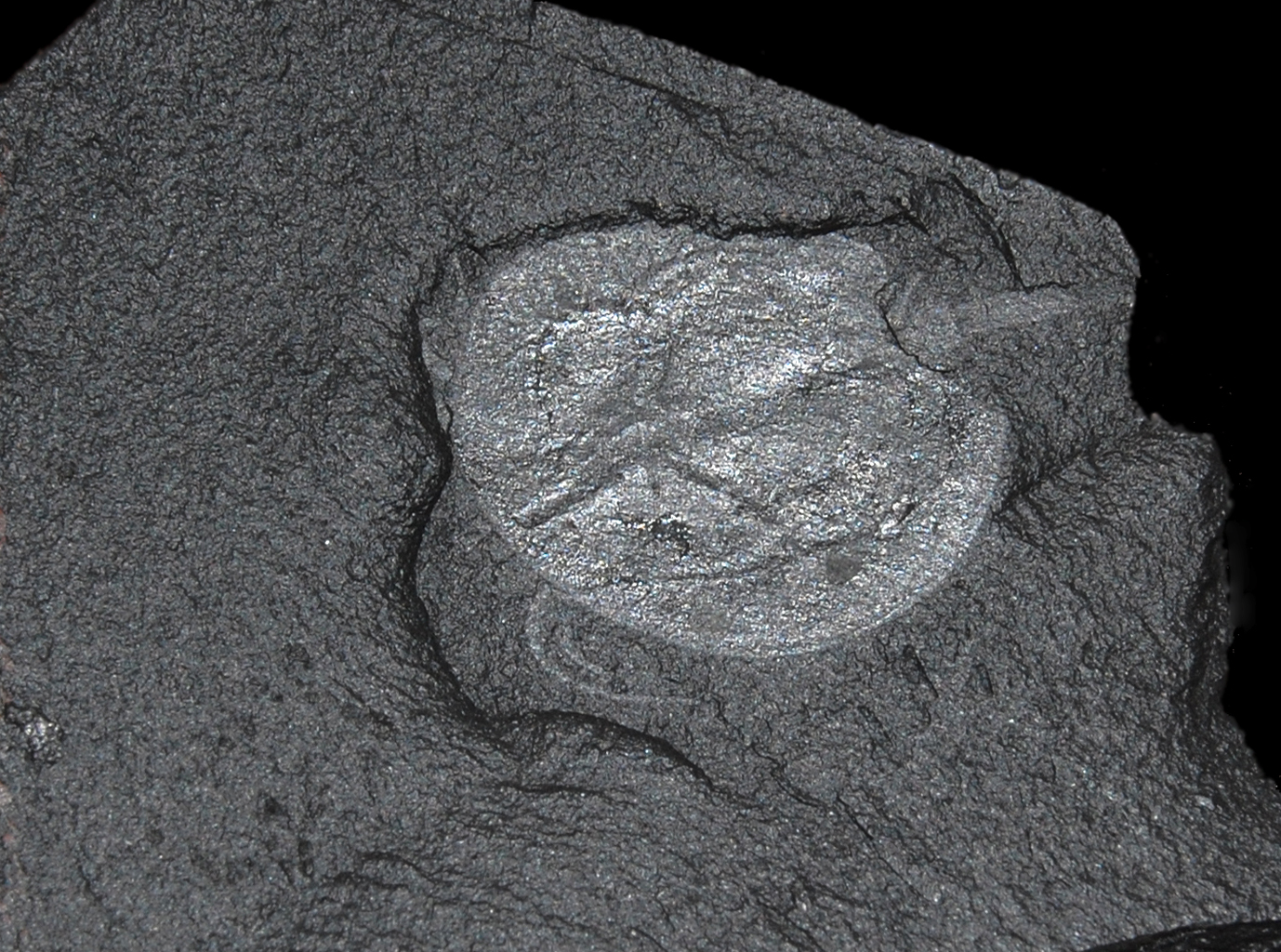
Fossile de Burgessia au Musée d'histoire naturelle de Vienne.

Il mesurait en moyenne 10 mm de diamètre et possédait un système composé d’une série de canaux sous la carapace. Ce système servait probablement au stockage ou la digestion de nourriture. Burgessia marchait sur le fond marin par l'intermédiaire de pattes articulées. Il a pu également creuser dans la boue et s'enterrer.

## Sources
- (en) Site collectionscanada

## Référence
- (en) Walcott : « Cambrian geology and paleontology. 2. No. 6. Middle Cambrian Branchiopoda, Malacostraca, Trilobita, and Merostomata », Smithsonian Institution Miscellaneous Collection, 57